# (300011) 2006 UC68
(300011) 2006 UC68 es un asteroide perteneciente al cinturón de asteroides, descubierto el 16 de octubre de 2006 por el equipo del Catalina Sky Survey desde el Catalina Sky Survey, Arizona, Estados Unidos.

## Designación y nombre
Designado provisionalmente como 2006 UC68.

## Características orbitales
2006 UC68 está situado a una distancia media del Sol de 3,116 ua, pudiendo alejarse hasta 3,679 ua y acercarse hasta 2,553 ua. Su excentricidad es 0,180 y la inclinación orbital 10,48 grados. Emplea 2009,82 días en completar una órbita alrededor del Sol.

## Características físicas
La magnitud absoluta de 2006 UC68 es 15,9.